# Disney's Animal Kingdom
Disney's Animal Kingdom è il quarto dei quattro parchi a tema costruiti presso il Walt Disney World Resort di Bay Lake, Florida, a sud ovest di Orlando. È stato dedicato e aperto al pubblico nella Giornata della Terra, il 22 aprile 1998. È il secondo più grande parco a tema del mondo, dietro Six Flags Great Adventure a Jackson, New Jersey, ed è il più grande parco a tema Disney in tutto il mondo, che copre 500 acri (200 ettari). Esso detiene il primato per essere il primo (e unico) parco Disney interamente sul tema della conservazione animale. Disney's Animal Kingdom è accreditato dall'Associazione degli zoo e acquari (AZA) e l'Associazione Mondiale di zoo e acquari (WAZA) dato che il parco ha raggiunto o superato gli standard in materia di istruzione, la conservazione e la ricerca. Nel 2019, il parco ha ospitato circa 13,8 milioni di persone classificandosi il terzo più visitato parco di divertimenti negli Stati Uniti e il sesto più visitato al mondo.
Il parco è rappresentato dal Tree of Life, un albero artificiale alto 145 piedi (44 m).

## Storia
La Disney aveva inizialmente opzionato l'idea di creare un parco a tema dal nome Disney's America, che sarebbe stato costruito in un'area della Virginia ad ovest di Washington D.C. e che avrebbe avuto come tema principale la storia americana. Il progetto venne però criticato da alcune associazioni e trovò l'opposizione della gente del posto e della comunità storica, la maggior parte della quale riteneva irrispettoso costruire un parco di divertimenti su un terreno che era stato utilizzato durante le battaglie della Guerra Civile e quindi fungeva da luogo di riposo per coloro che vi avevano combattuto. L'idea venne pertanto scartata e poco dopo l'allora CEO della Disney, Michael Eisner annunciò che il prossimo parco a tema della compagnia sarebbe stato incentrato tutto sugli animali. Per evitare altre polemiche, i dirigenti della Disney contattarono fin da subito i più grandi esperti di animali del mondo per consultarsi sul progetto, come la famosa etologa e antropologa inglese, Jane Goodall, la quale diede alcuni consigli e la sua approvazione al progetto. Gli Imagineers della Disney si misero subito al lavoro per progettare il parco in modo da mantenere l'attenzione sul mondo naturale e cercare di creare un ambiente sicuro con barriere naturali per proteggere sia gli ospiti che gli animali.
Disney’s Animal Kingdom venne inaugurato il 22 aprile 1998 con un'elaborata cerimonia d'inaugurazione che vide la partecipazione di una folla di circa 2.000 persone, con la partecipazione straordinaria di vari personaggi del mondo dello spettacolo e della scienza, tra i quali figuravano Michael J. Fox, Stevie Wonder, David Copperfield e Jane Goodall. Michael Eisner presentò il parco a tema al mondo, definendolo:

## Aree a tema
All'apertura del parco vi erano solo quattro aree: Discovery Island, Africa, DinoLand USA e Camp Minnie-Mickey con l'area chiamata Asia che venne inaugurata poco dopo. Pandora: The World of Avatar venne aperto più tardi, nel 2017, in sostituzione di Camp Minnie-Mickey. Quando Camp Minnie-Mickey chiuse, la Disney spostò lo spettacolo Festival of the Lion King, basato sul film di animazione Disney, Il re leone, in un nuovo teatro nell'area denominata Africa. Il parco doveva ospitare una serie di attrazioni e aree che sono state poi accantonate. Fra queste vi sarebbe stata un'area che si sarebbe dovuta chiamare Beastly Kingdom, un'intera area del parco basata su creature mitologiche e leggendarie. Il concetto non venne mai attuato, ma nel logo ufficiale di Animal Kingdom rimase comunque, proprio al suo centro, un drago in rappresentanza di quest'area mai realizzata. Le attuali aree del parco sono:

### Oasis

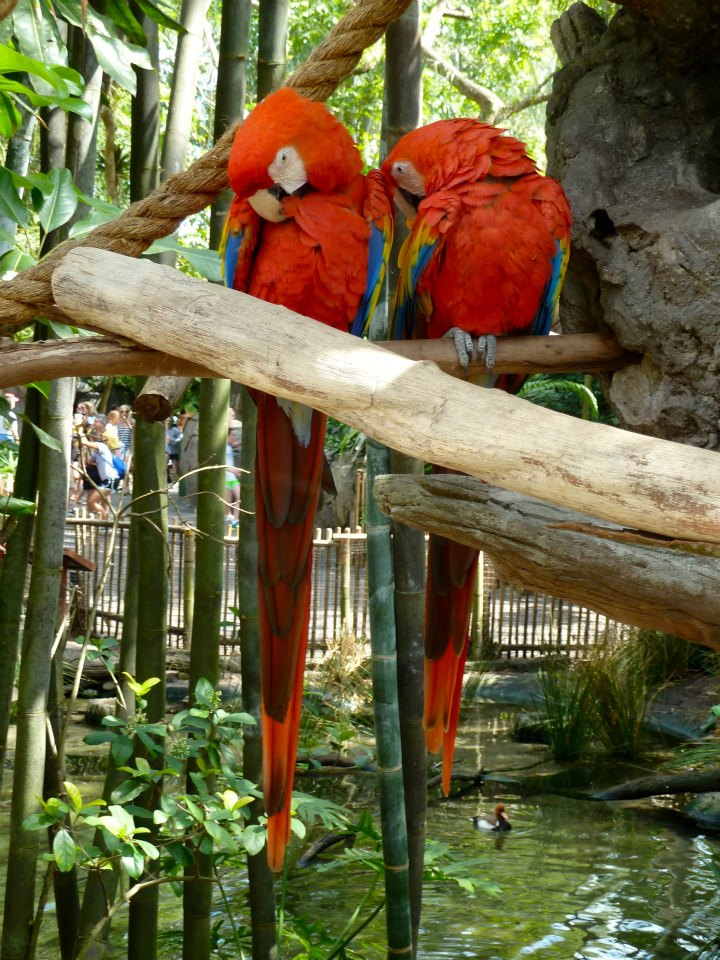
Ara macao nell'area Oasis

Oasis è l'ingresso principale del parco che fornisce i principali servizi per gli ospiti ed è il corrispettivo della Main Street U.S.A. dei parchi Disney in stile Disneyland. È dotato di diversi habitat e animali, tra cui la spatola africana, l'ibis bianco australiano, babyrousa, anatra dalle ali bronze, fischione del Cile, quattrocchio minore, cacatua, formichiere gigante, smergo incappucciato, ara giacinto, dendrocygna javanica, ara militare, alzavola della puna, tadorna radjah, muntjac della Cina, iguana rinoceronte, alzavola, fistione beccoroseo, gobbo della Giamaica, ara scarlatta, germano beccomacchiato, wallabia, codoni guancebianche e alzavola marezzata. I percorsi principali conducono più in profondità nel parco e su Discovery Island.

### Discovery Island
Discovery island si trova al centro del parco, nel mezzo del fiume navigabile. È il "nodo centrale" che collega le altre sezioni del parco, con l'eccezione del Rafiki's Planet Watch. In origine era chiamato Safari Village, come Discovery Island che era il nome per il piccolo parco zoologico nel Bay Lake del Walt Disney World, ma ribattezzata in seguito alla sua chiusura nel 1999.
Qui si trova il Tree of Life, un albero artificiale, simbolo stesso del parco, che rappresenta un gigantesco Baobab e che ha al suo interno un'attrazione chiamata It's Tough to Be a Bug!, un mini-film di 9 minuti trasmesso in 4D e basato sul film Disney/Pixar del 1998 A Bug's Life. L'albero è circondato da sentieri dove sono mostrati le cicogna di Abdim, gru coronata, cigno dal collo nero, ara blu e gialle, alzavola del Capo, cervo pomellato, lemuri dal collare, canguro grigio orientale, tartaruga delle Galapagos, fenicottero maggiore, oca caruncolata, fenicottero minore, lontra dalle unghie corte, dendrocygna eytoni, canguro rosso, ara rossi e verdi, lemure catta, spatola rosata, mitteria del Senegal, cacatua crestasalmone, alzavola argentata, cicogna bianca, dendrocigno faccia bianca e cicogna collolanoso.

### Pandora: The World of Avatar

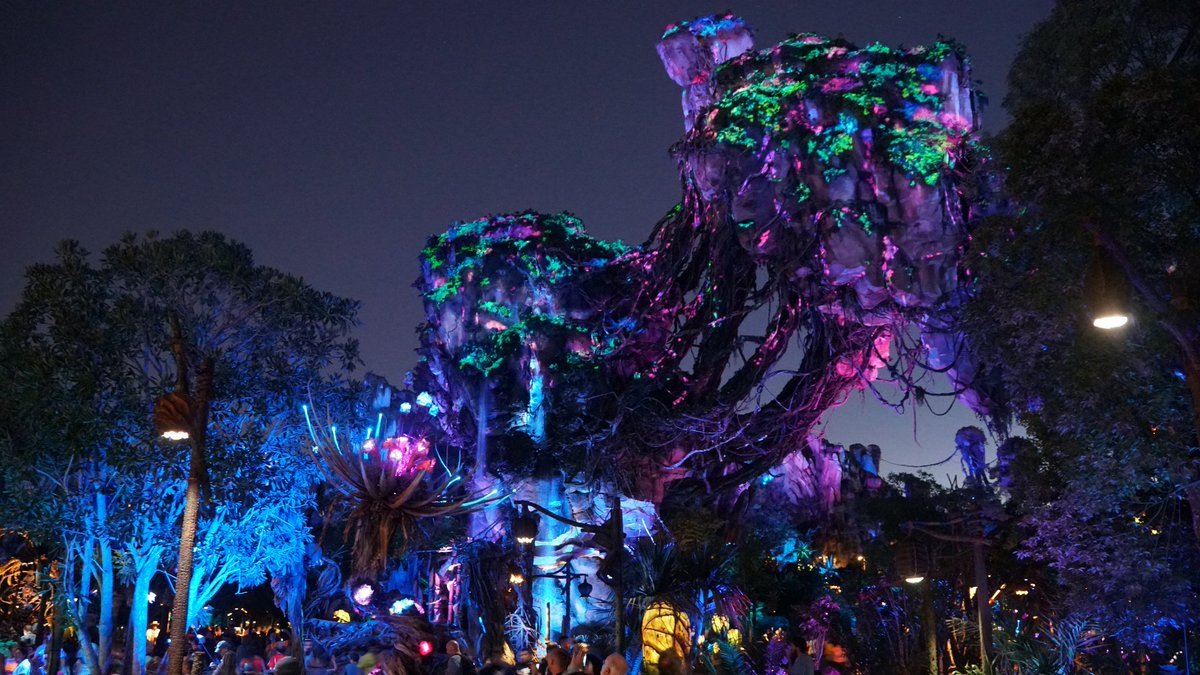
Visuale notturna di Pandora: The World of Avatar

Quest'area tematica è ispirata all'immaginaria luna extrasolare aliena Pandora, dal film del 2009 Avatar, diretto da James Cameron. L'attrazione principale è Avatar Flight of Passage, un simulatore di volo 3D che sfrutta la tecnologia della realtà aumentata e che consente agli ospiti di volare su una banshee attraverso il territorio di Pandora. Un'altra attrazione, il Na'vi River Journey, è una dark ride che porta gli ospiti a bordo di una barca attraverso le foreste pluviali bioluminescenti di Pandora. L'area è stata aperta il 27 maggio 2017.

### Africa

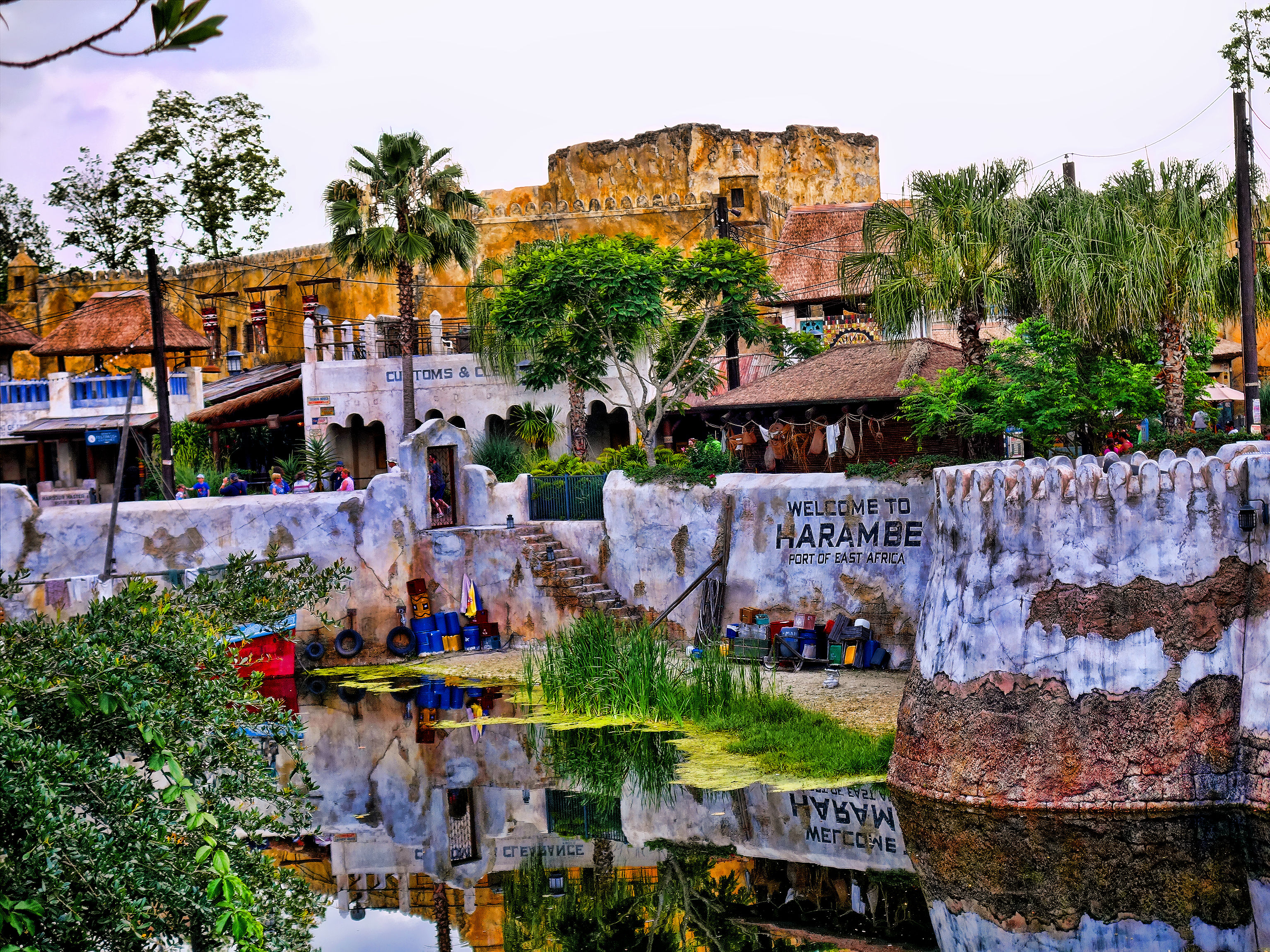
L'immaginario villaggio di Harambe

Situato nell'immaginario villaggio africano di Harambe, quest'area contiene diverse specie di animali provenienti dal continente africano. Nel villaggio vi è l'Harambe Wildlife Preserve, dove si trova l'attrazione principale di Africa, il Kilimanjaro Safaris. Gli ospiti salgono a bordo di un veicolo da safari aperto ai lati per una spedizione per vedere numerosi animali africani che vagano liberamente attraverso ettari di savana, fiumi e colline rocciose, tra cui addax, elefante africano, rinoceronte nero, gnu, bongo, bontebok, ghepardo, eland, gazzella dama, gerenuk, zebra di Grant, zebra di Hartmann, fenicottero maggiori, Kudu maggiore, faraona mitrata, ippopotamo, impala, leone africano, mandrillo, coccodrillo del Nilo, codone settentrionale, nyala, okapi, struzzo, pellicano grigio, giraffa masai, giraffa reticolata, antilope nera, mitteria del Senegal, orice dalle corna a sciabola, springbok, facocero, cobo, rinoceronte bianco, cefalofo dal droso giallo e tantalo beccogiallo. Sulla adiacente Gorilla Falls Exploration Trail, i visitatori possono esplorare la foresta lungo un percorso pedonale dove possono osservare animali come guereza, gerenuk, gorilla, ippopotami, boa della sabbia del Kenya, otarda kori, suricati, zebra di Grevy, eterocefalo glabro, okapi, tarantola e cefalofo dal dorso giallo.

### Rafiki's Planet Watch

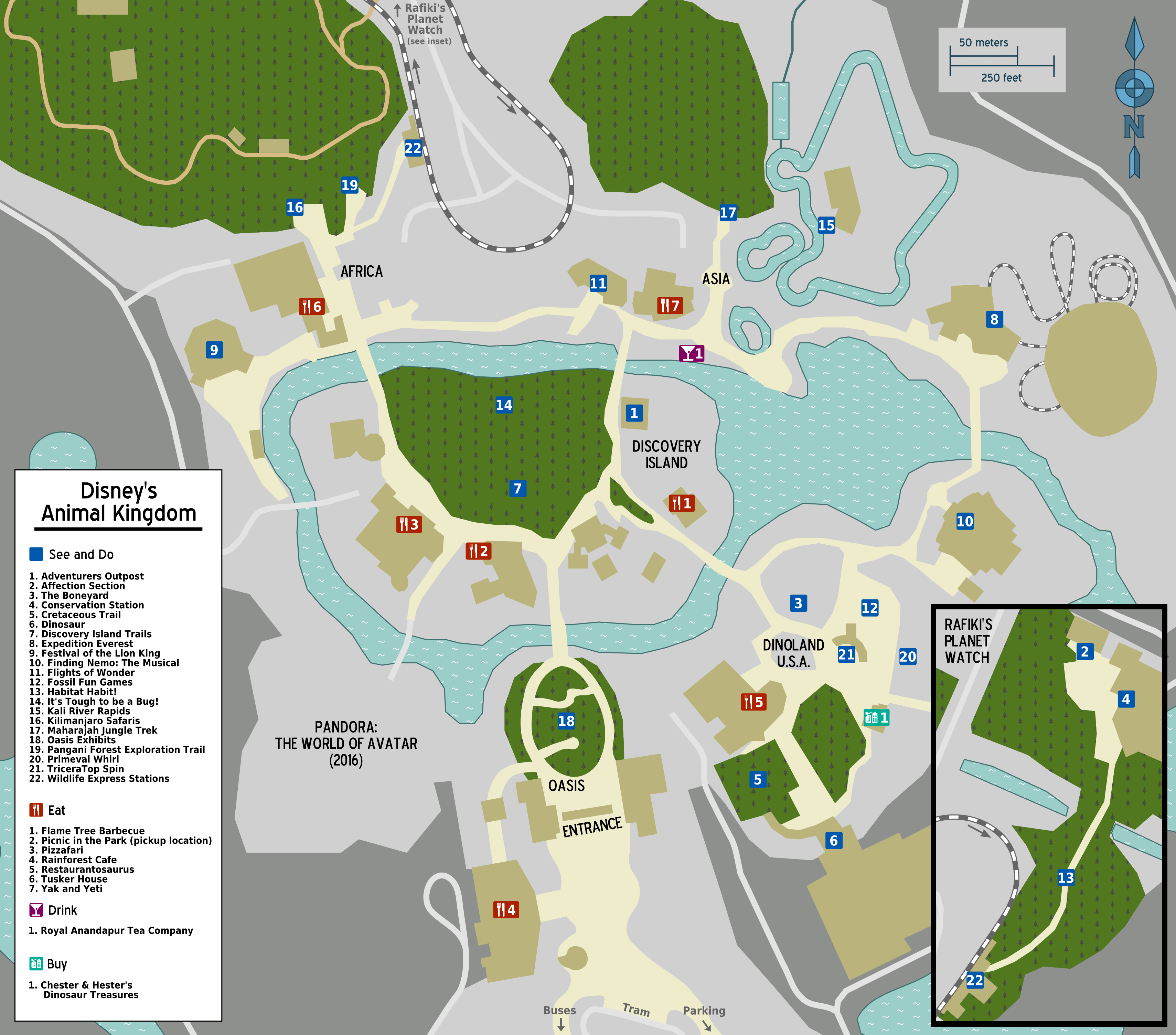
La mappa del parco (al 2014)

Rafiki's Planet Watch è una sezione pensata per le famiglie coi bambini ed è l'unica parte del parco non collegata a Discovery Island ed è invece collegata all'area Africa. Gli ospiti a bordo del Wildlife Express Train visitano Habitat Habit!, un'attrazione per la mostra di piccoli animali dove si possono vedere i tamarini edipo e conoscere gli sforzi per proteggere questi primati in via di estinzione nelle loro aree naturali. Lungo il percorso, gli ospiti possono anche imparare come fornire habitat agli animali dentro e intorno alle proprie case. Conservation Station mette in mostra i vari sforzi di conservazione sostenuti dalla Walt Disney Company. Inoltre, dà una dietro le quinte sullo sguardo di strutture di assistenza degli animali di Disney's Animal Kingdom, tra cui una sala veterinaria completa di un sistema di comunicazione a due vie in modo che il personale veterinario possa rispondere alle domande degli ospiti. All'esterno, uno zoo con capre, pecore e altri animali domestici.

### Asia

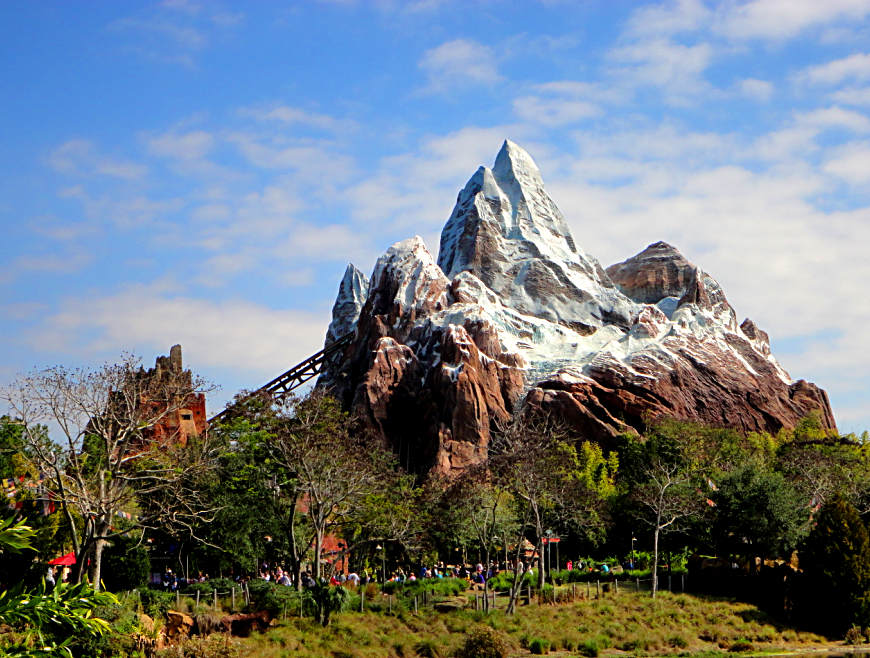
L'attrazione Expedition Everest: Legend of the Forbidden Mountain

Asia è stata la prima area di espansione aggiunta a Disney's Animal Kingdom, nel 1999. Come nell'area Africa, le attrazioni della sezione fanno parte di un luogo immaginario, il regno di Anandapur (che significa "luogo di molti piaceri" in sanscrito e non deve essere confuso con il comune del distretto di Kendujhar con lo stesso nome che si trova in India). Anandapur comprende due villaggi: un villaggio lungo il fiume che è anche chiamato Anandapur e Serka Zong (che è ai piedi della copia in scala ridotta del monte Everest dell'Himalaya). Il punto focale visivo di Asia è Expedition Everest: Legend of the Forbidden Mountain, un roller coaster attraverso la Montagna Proibita dell'Himalaya dove i passeggeri incontrano uno Yeti che distrugge loro i binari.
Ritratti della famiglia reale Anandapur (consistenti nel maharaja e consorte) si trovano nella maggior parte dei locali e dei negozi all'interno dei due villaggi mentre una mappa del regno con entrambi i villaggi e la loro posizione rispetto alle montagne e il fiume si trova sulla parete del chiosco del Disney Vacation Club. Molto simile ad Harambe, la leggenda della Disney narra che Anandapur è ora un centro di ricerca sugli animali e del turismo. Al Caravan Stage, questi due "mondi" si incontrano in uno spettacolo in cui uno dei ricercatori di uccelli di Anandapur educa una guida turistica su comportamenti naturali degli uccelli e gli effetti della perdita di habitat e gli sforzi di conservazione sulle specie, come la gru coronata nera e l'aquila calva.

### DinoLand U.S.A.
Area che ha come soggetto i dinosauri e altre forme di vita preistoriche estinte. In quest'area si trova il Dino Institute, una struttura paleontologica fittizia che ospita Dinosaur, una dark ride liberamente ispirata all'omonimo film d'animazione Disney del 2000, con un viaggio nel tempo fino al tardo Cretaceo. Come nelle altre aree del Disney's Animal Kingdom, anche in questa vi sono animali in mostra, come il coccodrillo americano, la cariama cristata, la cicogna di Abdim, la tartaruga asiatica e altri animali che hanno legami evolutivi con l'era dei dinosauri.

## Novità future
Nel 2023 sono state annunciate una nuova land ed alcune novità per il Disney's Animal Kingdom, che includono:
- Un nuovo spettacolo a tema Zootropolis al Tree of Life Theatre.
- Dinoland U.S.A. verrà chiusa e completamente ritematizzata in una nuova land ispirata a una regione immaginaria definita Tropical Americas ispirata alle foreste pluviali tropicali del Sudamerica e dove vi sarà un'area dedicata al film Encanto e una alla saga di Indiana Jones con nuove attrazioni e la presenza di vari animali tropicali.